# Memphis paulus
Memphis paulus is een vlinder uit het geslacht Memphis. De wetenschappelijke naam van de soort is voor het eerst geldig gepubliceerd in 2014 door Orellana & Costa.

## Type
- holotype: "male"
- instituut: Museo del Instituto de Zoologia Agricola, Maracay, Venezuela
- typelocatie: "Venezuela, Bolivar, Edo, Sierra de Lema, La Escalera, Km 132 sur El Dorado, 5°54'50" N - 61°26'10"O, 1450 m"